# Museo storico della motorizzazione militare
Il museo storico della motorizzazione militare è un museo militare sito in viale dell'Esercito 170 nella città militare della Cecchignola, nel quartiere Giuliano-Dalmata a Roma. Dipende dal Comando Supporti Logistici dell'Esercito italiano.

## Storia
Il museo è stato fondato nel 1955 su iniziativa del Capo del corpo automobilistico allora in carica. Il museo risulta essere l'unica mostra italiana di veicoli del XX secolo della motorizzazione militare.

Originariamente era sito in spazi limitati nella caserma Giuseppe Rossetti, sempre nella Città Militare della Cecchignola, per essere spostato nell'attuale sede nel 1991.

## Descrizione
Il museo fu realizzato all'interno degli ampi laboratori di precisione del Servizio Tecnico Armi e Munizioni (S.T.A.M.), un ampio complesso legato alla produzione di armi e mezzi militari, progettato nel 1939. Oggi l'area espositiva misura 50.000 m² tra viali spaziosi e blocchi schematici a scheda secondo la moda dell'inizio del secolo scorso.

Il museo consta di oltre trecento pezzi tra automobili ed autocarri sia civili che militari d'epoca, 60 pezzi tra mezzi cingolati, blindati e corazzati e sessanta motocicli.

Inoltre vi è una biblioteca archivio con materiale su mezzi a motore, materiale fotografico e documentari ed una carta su muro raffigurante una manovra del maresciallo Cadorna nel Trentino nel 1916.
Tra gli automezzi esposti vi sono dei carri a traino animale risalenti ad un periodo compreso tra il 1914 ed il 1916, una Fiat 501 torpedo, un autocarro Fiat-SPA 38R e due autocarri Fiat, una Fiat 513 modello 4 1910 utilizzata da Vittorio Emanuele III durante la prima guerra mondiale, un'ambulanza Fiat Tipo 2 del 1910 utilizzata nel film Addio alle armi, oltre a vari carri armati e veicoli corazzati anche risalenti a epoche successive, come il Fiat 6615/AM, rimasto allo stato di prototipo.